# 門塔納戰役
門塔納戰役發生於1867年11月3日，在位于罗马东北部的门塔纳村附近戰鬥，由法国－教皇聯軍對上由朱塞佩·加里波第领导的意大利志愿军。義大利軍试图夺取罗马但失敗，这场战斗以法国教皇军队的胜利告终。